# اخمور خارج (تعز)
اخمور خارج هي إحدى قرى الجمهورية اليمنية. وهي تتبع جغرافيًا ل محافظة تعز. وإداريًا ل مديرية المواسط. يبلغ تعداد سكانها 3783 نسمة حسب الإحصاء الذي أجري عام 2004.